# Nagymaros
Nagymaros (in slovacco Veľká Maruša; in tedesco Freistadt) è una città di 4.469 abitanti situata nella contea di Pest, nell'Ungheria settentrionale.